# PR野郎
『PR野郎』（ピーアールやろう）は、1964年4月7日から同年6月9日までフジテレビ系列で放送されたテレビドラマ。全10回。寶酒造（現・宝ホールディングス）の一社提供。放送時間は毎週火曜21:45 - 22:15（JST）。

## 概要
保険外交員をクビになった「牛丸五郎」というファイトのかたまりのような男が、母の臨終のことば「人を恐るる」を胸に、九州・宮崎から上京して、文化PR社というマスコミ相手のアイデア売りに就職、意地と度胸で「PR野郎」ぶりを発揮していく話。

## 出演者
- 牛丸五郎：小鹿敦
- 林大臣：柳永二郎
- ニコニコ保険支部長：有島一郎
- 啓太郎：田崎潤
- 牧よし子：斉藤チヤ子
- 海野良蔵：河野秋武
- 福田良子：藤江リカ
- 五郎の母：安芸秀子
- ほか[1]

## スタッフ
- 原案：梶山季之
- 脚本：山内亮一、梶山季之
- 演出：福中八郎
- 制作：東宝、フジテレビ[2]